# Lee Guttman
Lee Guttman (geboren am 24. Juli 1925 als Lee Leder in Chemnitz; gestorben am 15. Oktober 2015 in Los Angeles) war eine deutsche Emigrantin der NS-Zeit, die ab den 1950er Jahren als Inkerin und Koloristin in den USA bei den führenden Unternehmen der Animationsindustrie in Hollywood tätig war.

## Leben und Wirken
Lee Leder wuchs behütet in einer wohlhabenden jüdischen Familie auf. Ihre Eltern waren Carl Leder, Vorstandsmitglied der Strumpffabrik Peretz AG in Chemnitz, und seine Ehefrau Margarete, geb. Plaut. Ihr Cousin war der später bekannte Schriftsteller Stephan Hermlin. 
Sie besuchte die André-Schule in Chemnitz. Als Tochter aus jüdischem Haus musste sie im Alter von neun Jahren erleben, wie ein SA-Trupp ihren Vater, den angesehenen Fabrikdirektor, zusammenschlug. 1936, als sie in Deutschland nach dem Erstarken des Nationalsozialismus keine öffentliche Schule mehr besuchen konnte, schickten sie die Eltern zu Verwandten nach Bukarest, wo sie die katholische Schule Notre Dame de Sion besuchte. Wiederum erfolgte eine Flucht, nunmehr gelangte sie in die Schweiz und besuchte ein Internat in Lausanne. Als junge Frau konnte sie nach Großbritannien emigrieren, wo sie auf ihre Familie traf, der es spät gelungen war, Deutschland zu verlassen. Die Familie lebte in bitterer Armut; ihr Vater starb 1944. 
Lee Leder begann Kunst zu studieren und diente in der Schlussphase des Zweiten Weltkriegs in der Royal Air Force. Dort lernte sie Henry Guttman kennen, einen im sächsischen Löbau als Heinz Manfred Guttmann geborenen Zahnarzt jüdischer Abstammung, der bereits 1934 in die USA emigriert war und 1942 die US-amerikanische Staatsbürgerschaft erhalten hatte. Sie heiratete Guttman Anfang 1945 in London und wanderte mit ihm 1946 in die Vereinigten Staaten aus. Durch ihre Heirat wurde auch sie US-amerikanische Staatsbürgerin. Das Paar bekam eine Tochter. 
Nach vielen Vorstellungsgesprächen in Hollywood wurde Lee Guttman als Inkerin und Koloristin verpflichtet. Zu dieser Zeit waren die entsprechenden Abteilungen in der Regel ausschließlich mit Frauen besetzt, die jedes vorgezeichnete Einzelbild nachzeichneten und ausmalten. Sie arbeitete zuerst für Warner Brothers, später in den Disney-Studios und für Hanna-Barbera, Filmation und Rich Animation. Die Datenbank IMDb führt Guttman als Crew-Mitglied des Animation Department bei 24 Produktionen, die zwischen 1955 und 1994 veröffentlicht wurden, als „ink artist“ oder (in den meisten Fällen) als „ink and paint artist“ auf. So wirkte sie beispielsweise an zahlreichen Folgen der Peanuts-Trickfilme mit. Sie war an der 1959 veröffentlichten Disney-Produktion Dornröschen beteiligt. Weitere Blockbuster, an deren Entstehung sie beteiligt war, sind Der Herr der Ringe (1978) als Ink- and-Paint Supervisor und Die Schwanenprinzessin (1994). 
Auch privat zeichnete Guttman ihr Leben lang leidenschaftlich und dokumentierte das Leben um sie herum minutiös. Ihre Zeichnungen signierte sie nicht mit Guttman, sondern mit „Lee Leder“. Als sie 1957 erstmals nach Europa zurückkehrte, skizzierte sie pausenlos ihre Beobachtungen. Mit den Resultaten bestritt sie später bei Disney eine firmeninterne Ausstellung.
1983 besuchte sie erstmals wieder ihre Heimatstadt, damals Karl-Marx-Stadt. Bei einem Besuch 1996 als über 70-Jährige in Chemnitz, wie ihre Geburtsstadt nunmehr wieder hieß, trug sie sich ins Goldene Buch der Stadt ein.
In späten Jahren erschien sie in Einspieler-Filmen der Tonight Show mit Jay Leno.
2005 erhielt sie von der Gewerkschaft The Animation Guild den Golden Award für ihre 50 Jahre lange Tätigkeit im Bereich Animationsfilm.

In einem einstündigen Interview für den 2007 veröffentlichten Dokumentarfilm The Brothers Warner gab Guttman detailliert Auskunft über die Arbeitsbedingungen bei Warner Brothers und bei den Walt Disney Animation Studios, über ihre Diskussionen mit Eddie Selzer, die antisemitischen Vorurteile ihrer Kolleginnen bei Disney und die Auswirkungen der McCarthy-Ära. Auf der Website zum Film wird sie als „legendäre Animationskünstlerin“ bezeichnet, die „das Aussehen einiger der berühmtesten Charaktere Amerikas in der Serie Charlie Brown gestaltet“ habe: 

„Lee Guttman was a legendary animation artist, known for crafting the looks of some of America’s most iconic characters on the show CHARLIE BROWN.“

Lee Guttman starb am 15. Oktober 2015 im Alter von 90 Jahren in Los Angeles. Sie wurde auf dem jüdischen Friedhof Mount Sinai Memorial Park beigesetzt, der unweit des Hollywood Signs liegt und letzte Ruhestätte zahlreicher Persönlichkeiten aus der Unterhaltungs- und Kunstbranche ist. Im selben Grab liegt auch ihr Ehemann, der bereits 1997 verstorben war.

## Posthume Würdigung
Im Vorfeld der Kulturhauptstadt Chemnitz im Jahre 2025 wurde ihr zeichnerisches Werk im Rahmen der 33. Tage der Jüdischen Kultur von Ende Mai bis Ende Juni 2024 erstmals der deutschen Öffentlichkeit zugänglich gemacht. Die von Antje Flemming und Chris Münster kuratierte Ausstellung mit dem Titel Ein gezeichnetes Leben – Die Geschichte der Lee Leder Guttman zwischen Chemnitz und Hollywood wurde vier Wochen lang in der Chemnitzer Galerie Weise gezeigt. Das Projekt wurde von der Kulturstiftung des Freistaates Sachsen über das Programm Jüdisches Leben in Kunst und Kultur gefördert. Im Rahmen der Ausstellung wurden Comics der lokalen Comic-Künstlerin Stephanie Brittnacher gezeigt, mit denen sie das Leben Guttmans aus einer zeitgenössischen Perspektive nacherzählte.
Im Ausstellungszeitraum fand auch eine Lesung aus der Lebensgeschichte der niederländischen Holocaust-Überlebenden Emmie Arbel statt, erzählt von der Comiczeichnerin Barbara Yelin.

## Ehrung
- 2005: Golden Award der Gewerkschaft The Animation Guild

## Ausstellung
- 2024: Ein gezeichnetes Leben - Die Geschichte der Lee Leder Guttman zwischen Chemnitz und Hollywood, Galerie Weise, Chemnitz[17]